# Dead Cross
A Dead Cross egy amerikai hardcore punk/heavy metal/thrash metal supergroup. 2015-ben alakultak. Lemezkiadóik: Ipecac Recordings, Three One G. Eddig egy nagylemezt és egy EP-t adtak ki. Tagjai a Slayer, Fantomas, Retox, The Locust és Head Wound City nevű együttesekben is játszanak. 2017-ben a zenekar négy tagját letartóztatta a rendőrség. A tagok nem nyilatkoztak az esetről.

## Tagok
- Michael Crain - gitár
- Justin Pearson - basszus
- Dave Lombardo - dobok
- Mike Patton - ének

## Korábbi tagok
- Gabe Serbian - ének

## Diszkográfia
- Dead Cross (2017)
- Dead Cross (EP, 2018)
- II (2022)